# Choerodon
Choerodon és un gènere de peixos de la família dels làbrids i de l'ordre dels perciformes.

## Taxonomia
- Choerodon anchorago (Bloch, 1791)
- Choerodon azurio (Jordan & Snyder, 1901)
- Choerodon balerensis (Herre, 1950)
- Choerodon cauteroma (Gomon & Allen, 1987)
- Choerodon cephalotes (Castelnau, 1875)
- Choerodon cyanodus (Richardson, 1843)
- Choerodon fasciatus (Günther, 1867)
- Choerodon frenatus (Ogilby, 1910)
- Choerodon gomoni (Allen & Randall, 2002)
- Choerodon graphicus (De Vis, 1885)
- Choerodon gymnogenys (Günther, 1867)
- Choerodon jordani (Snyder, 1908)
- Choerodon margaritiferus (Fowler & Bean, 1928)
- Choerodon melanostigma (Fowler & Bean, 1928
- Choerodon monostigma (Ogilby, 1910)
- Choerodon oligacanthus (Bleeker, 1851)
- Choerodon oligocanthus (Bleeker, 1851)
- Choerodon palawanensis (Seale, 1910)
- Choerodon paynei (Whitley, 1945)
- Choerodon robustus (Günther, 1862)
- Choerodon rubescens (Günther, 1862)
- Choerodon schoenleinii (Valenciennes, 1839)
- Choerodon sugillatum (Gomon, 1987)
- Choerodon transversalis (Whitley, 1956)
- Choerodon venustus (De Vis, 1884)
- Choerodon vitta (Ogilby, 1910)
- Choerodon zamboangae (Seale & Bean, 1907)
- Choerodon zosterophorus (Bleeker, 1868)[1][2][3][4][5][6][7][8][9]